# Belg der Belgen
Belg der Belgen é um programa belgo do gênero jornalístico exibido pelo Het Nieuwsblad lançado no dia 1 de dezembro de 2005. O programa é baseado no programa britânico 100 Greatest Britons da emissora BBC que também colabora na produção do programa.

## Escolhidos
1. Damião de Veuster (missionário católico)
2. Eddy Merckx (ciclista)
3. Paul Janssen (cientista)
4. Pieter Paul Rubens (pintor)
5. Jacques Brel (cantor)
6. Jan Decleir (ator)
7. Ernest Claes (autor)
8. René Magritte (pintor)
9. Adolphe Sax (instrumentista)
10. Victor Horta (arquiteto)